# 이승근 (배우)
이승근(1981년 1월 30일 ~ )은 대한민국의 배우이다.

## 학력
- 동국대학교 대학원 연극학 박사 수료
- 동국대학교 문화예술대학원 연극예술학 석사
- 서울예술대학교 연극과 졸업

## 출연작

### 영화
- 《늙은 자전거》 (2015년) - 사복형사 역
- 《피끓는 청춘》 (2014년) - 중수 역
- 《포화 속으로》 (2010년) - 중사 최철남 역
- 《신기전》 (2008년) - 봉구 역

### 연극
- 《문밖에선》
- 《퇴 계 우 화》
- 《꿈을 꾸다》
- 《청혼》
- 《불 좀 꺼주세요》
- 《남자는 남자다》
- 《우리읍내》
- 《동승》